# Silis bilobata
Silis bilobata es una especie de coleóptero de la familia Cantharidae.

## Distribución geográfica
Habita en Borneo.